# Оскар (кинопремия, 1972)
44-я церемония вручения наград премии «Оскар» за заслуги в области кинематографа за 1971 год состоялась 10 апреля 1972 года в Dorothy Chandler Pavilion (Лос-Анджелес, Калифорния).

## Фильмы, получившие несколько номинаций
| Фильм                                                                    | номинации | победы |
| ------------------------------------------------------------------------ | --------- | ------ |
| • Французский связной / The French Connection                            | 8         | 5      |
| • Скрипач на крыше / Fiddler on the Roof                                 | 8         | 3      |
| • Последний киносеанс / The Last Picture Show                            | 8         | 2      |
| • Николай и Александра / Nicholas and Alexandra                          | 6         | 2      |
| • Набалдашник и метла / Bedknobs and Broomsticks                         | 5         | 1      |
| • Мария — королева Шотландии / Mary, Queen of Scots                      | 5         | -      |
| • Лето 42-го / Summer of '42                                             | 4         | 1      |
| • Заводной апельсин / A Clockwork Orange                                 | 4         | -      |
| • Воскресенье, проклятое воскресенье / Sunday Bloody Sunday              | 4         | -      |
| • Котч / Kotch                                                           | 4         | -      |
| • Часовые тишины / Centinelas del silencio / Sentinels of Silence (док.) | 2         | 2      |
| • Сад Финци-Контини / Il giardino dei Finzi-Contini                      | 2         | 1      |
| • Больница / The Hospital                                                | 2         | 1      |
| • Клют / Klute                                                           | 2         | 1      |
| • Шафт / Shaft                                                           | 2         | 1      |
| • Иногда великая идея... / Sometimes a Great Notion                      | 2         | -      |
| • Чайковский                                                             | 2         | -      |
| • Штамм «Андромеда» / The Andromeda Strain                               | 2         | -      |

## Список лауреатов и номинантов
★ Победители выделены отдельным цветом. 

### Основные категории
| Категории                         | Лауреаты и номинанты | Лауреаты и номинанты |
| --------------------------------- | --- | --- |
| Лучший фильм                      | ★ Французский связной / The French Connection (продюсер: Филип Д’Антони)                                                                                   | ★ Французский связной / The French Connection (продюсер: Филип Д’Антони)                                                                                   |
| Лучший фильм                      | • Заводной апельсин / A Clockwork Orange (продюсер: Стэнли Кубрик)                                                                                         | |
| Лучший фильм                      | • Скрипач на крыше / Fiddler on the Roof (продюсер: Норман Джуисон)                                                                                        | |
| Лучший фильм                      | • Последний киносеанс / The Last Picture Show (продюсер: Стивен Дж. Фридман)                                                                               | |
| Лучший фильм                      | • Николай и Александра / Nicholas and Alexandra (продюсер: Сэм Шпигель)                                                                                    | |
| Лучший режиссёр                   | [[Файл:\|114px]] | ★ Уильям Фридкин за фильм «Французский связной» |
| Лучший режиссёр                   | [[Файл:\|114px]] | • Стэнли Кубрик — «Заводной апельсин» |
| Лучший режиссёр                   | [[Файл:\|114px]] | • Норман Джуисон — «Скрипач на крыше» |
| Лучший режиссёр                   | [[Файл:\|114px]] | • Питер Богданович — «Последний киносеанс» |
| Лучший режиссёр                   | [[Файл:\|114px]] | • Джон Шлезингер — «Воскресенье, проклятое воскресенье» |
| Лучший актёр                      | Джин Хэкмен | ★ Джин Хэкмен — «Французский связной» (за роль детектива Джимми «Попая» Дойла)                                                                             |
| Лучший актёр                      | Джин Хэкмен | • Питер Финч — «Воскресенье, проклятое воскресенье» (за роль доктора Дэниэла Хёрша)                                                                        |
| Лучший актёр                      | Джин Хэкмен | • Уолтер Маттау — «Котч» (за роль Джозефа П. Котчера) |
| Лучший актёр                      | Джин Хэкмен | • Джордж К. Скотт — «Больница» (за роль доктора Герберта «Герба» Бока)                                                                                     |
| Лучший актёр                      | Джин Хэкмен | • Хаим Тополь — «Скрипач на крыше» (за роль Тевье) |
| Лучшая актриса                    | | ★ Джейн Фонда — «Клют» (за роль Бри Дэниелс) |
| Лучшая актриса                    | • Джули Кристи — «Маккейб и миссис Миллер» (за роль Констанс Миллер)                                                                                       | |
| Лучшая актриса                    | • Гленда Джексон — «Воскресенье, проклятое воскресенье» (за роль Алекс Грэвилл)                                                                            | |
| Лучшая актриса                    | • Ванесса Редгрейв — «Мария — королева Шотландии» (за роль королевы Марии)                                                                                 | |
| Лучшая актриса                    | • Джанет Сазман — «Николай и Александра» (за роль императрицы Александры Фёдоровны)                                                                        | |
| Лучший актёр второго плана        | | ★ Бен Джонсон — «Последний киносеанс» (за роль Сэма «Льва»)                                                                                                |
| Лучший актёр второго плана        | • Джефф Бриджес — «Последний киносеанс» (за роль Дуэйна Джексона)                                                                                          | |
| Лучший актёр второго плана        | • Леонард Фрей — «Скрипач на крыше» (за роль Мотла) | |
| Лучший актёр второго плана        | • Ричард Джекел — «Иногда великая идея...» (за роль Джо Бена Стампера)                                                                                     | |
| Лучший актёр второго плана        | • Рой Шайдер — «Французский связной» (за роль детектива Бадди Руссо)                                                                                       | |
| Лучшая актриса второго плана      | | ★ Клорис Личмен — «Последний киносеанс» (за роль Рут Поппер)                                                                                               |
| Лучшая актриса второго плана      | • Энн-Маргрет — «Познание плоти» (за роль Бобби) | |
| Лучшая актриса второго плана      | • Эллен Бёрстин — «Последний киносеанс» (за роль Лоиз Фэрроу)                                                                                              | |
| Лучшая актриса второго плана      | • Барбара Харрис — «Кто такой Гарри Келлерман и почему он говорит эти ужасные вещи обо мне?»                                                               | |
| Лучшая актриса второго плана      | • Маргарет Лейтон — «Посредник» (за роль миссис Модсли) | |
| Лучший оригинальный сценарий      | Пэдди Чаефски | ★ Пэдди Чаефски — «Больница» |
| Лучший оригинальный сценарий      | Пэдди Чаефски | • Элио Петри и Уго Пирро — «Следствие по делу гражданина вне всяких подозрений»                                                                            |
| Лучший оригинальный сценарий      | Пэдди Чаефски | • Энди Льюис и Дэвид П. Льюис — «Клют» |
| Лучший оригинальный сценарий      | Пэдди Чаефски | • Герман Раукер — «Лето 42-го» |
| Лучший оригинальный сценарий      | Пэдди Чаефски | • Пенелопа Джиллиат — «Воскресенье, проклятое воскресенье»                                                                                                 |
| Лучший адаптированный сценарий    | ★ Эрнест Тайдимен — «Французский связной» (по роману Робина Мура «The French Connection: A True Account of Cops, Narcotics, and International Conspiracy») | ★ Эрнест Тайдимен — «Французский связной» (по роману Робина Мура «The French Connection: A True Account of Cops, Narcotics, and International Conspiracy») |
| Лучший адаптированный сценарий    | • Стэнли Кубрик — «Заводной апельсин» (по одноимённому роману Энтони Бёрджесса)                                                                            | |
| Лучший адаптированный сценарий    | • Бернардо Бертолуччи — «Конформист» (по одноимённому роману Альберто Моравиа)                                                                             | |
| Лучший адаптированный сценарий    | • Уго Пирро и Витторио Боничелли — «Сад Финци-Контини» (по одноимённому роману Джорджо Бассани)                                                            | |
| Лучший адаптированный сценарий    | • Ларри Макмёрти и Питер Богданович — «Последний киносеанс» (по одноимённому роману Ларри Макмёрти)                                                        | |
| Лучший фильм на иностранном языке | ★ Сад Финци-Контини / Il giardino dei Finzi-Contini (Италия) реж. Витторио Де Сика                                                                         | ★ Сад Финци-Контини / Il giardino dei Finzi-Contini (Италия) реж. Витторио Де Сика                                                                         |
| Лучший фильм на иностранном языке | • Под стук трамвайных колёс / どですかでん (Dodesukaden) (Япония) реж. Акира Куросава                                                                      | |
| Лучший фильм на иностранном языке | • Эмигранты / Utvandrarna (Швеция) реж. Ян Труэль | |
| Лучший фильм на иностранном языке | • Полицейский Азулай / השוטר אזולאי (Израиль) реж. Эфраим Кишон                                                                                            | |
| Лучший фильм на иностранном языке | • Чайковский (СССР) реж. Игорь Таланкин | |

### Другие категории
| Категории                                                 | Лауреаты и номинанты | Лауреаты и номинанты |
| --------------------------------------------------------- | --- | --- |
| Лучшая музыка: Original Dramatic Score                    | | ★ Мишель Легран — «Лето 42-го»                                                                                            |
| Лучшая музыка: Original Dramatic Score                    | • Джон Барри — «Мария — королева Шотландии»                                                                               | |
| Лучшая музыка: Original Dramatic Score                    | • Ричард Родни Беннетт — «Николай и Александра»                                                                           | |
| Лучшая музыка: Original Dramatic Score                    | • Айзек Хейз — «Шафт» | |
| Лучшая музыка: Original Dramatic Score                    | • Джерри Филдинг — «Соломенные псы»                                                                                       | |
| Лучшая музыка: Запись песен к фильму, адаптация партитуры | Джон Уильямс | ★ Джон Уильямс (адаптация партитуры) — «Скрипач на крыше»                                                                 |
| Лучшая музыка: Запись песен к фильму, адаптация партитуры | Джон Уильямс | • Ричард М. Шерман, Роберт Б. Шерман (запись песен), Ирвин Костал (адаптация партитуры) — «Набалдашник и метла»           |
| Лучшая музыка: Запись песен к фильму, адаптация партитуры | Джон Уильямс | • Питер Максвелл Дэвис, Питер Гринуэлл (адаптация партитуры) — «Приятель»                                                 |
| Лучшая музыка: Запись песен к фильму, адаптация партитуры | Джон Уильямс | • Дмитрий Тёмкин (адаптация партитуры) — «Чайковский»                                                                     |
| Лучшая музыка: Запись песен к фильму, адаптация партитуры | Джон Уильямс | • Лесли Брикасс, Энтони Ньюли (запись песен), Уолтер Шарф (адаптация партитуры) — «Вилли Вонка и шоколадная фабрика»      |
| Лучшая песня к фильму                                     | ★ Theme from Shaft — «Шафт» — музыка и слова: Айзек Хейз                                                                  | ★ Theme from Shaft — «Шафт» — музыка и слова: Айзек Хейз                                                                  |
| Лучшая песня к фильму                                     | • The Age of Not Believing — «Набалдашник и метла» — музыка и слова: Ричард М. Шерман и Роберт Б. Шерман                  | |
| Лучшая песня к фильму                                     | • All His Children — «Иногда великая идея...» — музыка: Генри Манчини, слова: Алан Бергман и Мэрилин Бергман              | |
| Лучшая песня к фильму                                     | • Bless the Beasts and Children — «Благослови зверей и детей» — музыка и слова: Барри де Ворзон и Пэрри Боткин мл.        | |
| Лучшая песня к фильму                                     | • Life Is What You Make It — «Котч» — музыка: Марвин Хэмлиш, слова: Джонни Мерсер                                         | |
| Лучший монтаж                                             | ★ Джералд Б. Гринберг — «Французский связной»                                                                             | ★ Джералд Б. Гринберг — «Французский связной»                                                                             |
| Лучший монтаж                                             | • Стюарт Гилмор (посмертно), Джон У. Холмс — «Штамм „Андромеда“»                                                          | |
| Лучший монтаж                                             | • Билл Батлер — «Заводной апельсин»                                                                                       | |
| Лучший монтаж                                             | • Ральф Э. Уинтерс — «Котч»                                                                                               | |
| Лучший монтаж                                             | • Фольмар Блангстед — «Лето 42-го»                                                                                        | |
| Лучшая операторская работа                                | ★ Освальд Моррис — «Скрипач на крыше»                                                                                     | ★ Освальд Моррис — «Скрипач на крыше»                                                                                     |
| Лучшая операторская работа                                | • Оуэн Ройзман — «Французский связной»                                                                                    | |
| Лучшая операторская работа                                | • Роберт Л. Сёртис — «Последний киносеанс»                                                                                | |
| Лучшая операторская работа                                | • Фредди Янг — «Николай и Александра»                                                                                     | |
| Лучшая операторская работа                                | • Роберт Л. Сёртис — «Лето 42-го»                                                                                         | |
| Лучшая работа художника                                   | ★ Джон Бокс, Эрнест Арчер, Джек Макстед, Хиль Паррондо (постановщики), Вернон Диксон (декоратор) — «Николай и Александра» | ★ Джон Бокс, Эрнест Арчер, Джек Макстед, Хиль Паррондо (постановщики), Вернон Диксон (декоратор) — «Николай и Александра» |
| Лучшая работа художника                                   | • Борис Левен, Уильям Х. Тантк (постановщики), Руби Р. Левитт (декоратор) — «Штамм „Андромеда“»                           | |
| Лучшая работа художника                                   | • Джон Б. Мэнсбридж, Питер Элленшоу (постановщики), Эмиль Кури, Хэл Гаусман (декораторы) — «Набалдашник и метла»          | |
| Лучшая работа художника                                   | • Роберт Ф. Бойл, Майкл Стрингер (постановщики), Питер Ламонт (декоратор) — «Скрипач на крыше»                            | |
| Лучшая работа художника                                   | • Теренс Марш, Роберт Картрайт (постановщики), Питер Хоуитт (декоратор) — «Мария — королева Шотландии»                    | |
| Лучший дизайн костюмов                                    | ★ Ивонн Блейк, Антонио Кастилло — «Николай и Александра»                                                                  | ★ Ивонн Блейк, Антонио Кастилло — «Николай и Александра»                                                                  |
| Лучший дизайн костюмов                                    | • Билл Томас — «Набалдашник и метла»                                                                                      | |
| Лучший дизайн костюмов                                    | • Пьеро Този — «Смерть в Венеции»                                                                                         | |
| Лучший дизайн костюмов                                    | • Маргарет Фёрс — «Мария — королева Шотландии»                                                                            | |
| Лучший дизайн костюмов                                    | • Мортон Хаак — «Что случилось с Элен?»                                                                                   | |
| Лучший звук                                               | ★ Гордон К. МакКаллум, David Hildyard — «Скрипач на крыше»                                                                | ★ Гордон К. МакКаллум, David Hildyard — «Скрипач на крыше»                                                                |
| Лучший звук                                               | • Гордон К. МакКаллум, Джон У. Митчелл, Эл Овертон ст. — «Бриллианты навсегда»                                            | |
| Лучший звук                                               | • Теодор Содерберг, Кристофер Ньюман — «Французский связной»                                                              | |
| Лучший звук                                               | • Ричард Портман, Джек Соломон — «Котч»                                                                                   | |
| Лучший звук                                               | • Боб Джонс, Джон Олдред — «Мария — королева Шотландии»                                                                   | |
| Лучшие специальные визуальные эффекты                     | ★ Алан Мейли, Юстас Лисетт, Дэнни Ли — «Набалдашник и метла»                                                              | ★ Алан Мейли, Юстас Лисетт, Дэнни Ли — «Набалдашник и метла»                                                              |
| Лучшие специальные визуальные эффекты                     | • Джим Дэнфорт, Роджер Дикен — «Когда Землёй владели динозавры»                                                           | |
| Лучший документальный полнометражный фильм                | ★ Хроники Хельстрома / The Hellstrom Chronicle (продюсер: Уолон Грин)                                                     | ★ Хроники Хельстрома / The Hellstrom Chronicle (продюсер: Уолон Грин)                                                     |
| Лучший документальный полнометражный фильм                | • Alaska Wilderness Lake / Alaska Wilderness Lake (продюсер: Алан Лэндсбург)                                              | |
| Лучший документальный полнометражный фильм                | • Каждое воскресенье / On Any Sunday (продюсер: Брюс Браун)                                                               | |
| Лучший документальный полнометражный фильм                | • Ра / Ra (продюсеры: Леннарт Эренборг и Тур Хейердал)                                                                    | |
| Лучший документальный полнометражный фильм                | • Печаль и жалость / Le Chagrin et la Pitié (продюсер: Марсель Офюльс)                                                    | |
| Лучший документальный короткометражный фильм              | ★ Часовые тишины / Centinelas del silencio / Sentinels of Silence (продюсеры: Мануэль Аранго, Роберт Амрам)               | ★ Часовые тишины / Centinelas del silencio / Sentinels of Silence (продюсеры: Мануэль Аранго, Роберт Амрам)               |
| Лучший документальный короткометражный фильм              | • Adventures in perception / Adventures in perception / Met het oog op avontuur (продюсер: Хан Ван Гелдер)                | |
| Лучший документальный короткометражный фильм              | • Art Is... / Art Is… (продюсеры: Джулиан Крайнин и Девитт Сэйдж)                                                         | |
| Лучший документальный короткометражный фильм              | • The Numbers Start with the River / The Numbers Start with the River (продюсер: Дональд Рай)                             | |
| Лучший документальный короткометражный фильм              | • Somebody Waiting / Somebody Waiting (продюсеры: Hal Riney, Дик Снайдер, Вуди Оменс)                                     | |
| Лучший игровой короткометражный фильм                     | ★ Часовые тишины / Centinelas del silencio / Sentinels of Silence (продюсеры: Мануэль Аранго, Роберт Амрам)               | ★ Часовые тишины / Centinelas del silencio / Sentinels of Silence (продюсеры: Мануэль Аранго, Роберт Амрам)               |
| Лучший игровой короткометражный фильм                     | • Доброе утро / Good Morning (продюсер: Денни Эванс и Кен Гринволд)                                                       | |
| Лучший игровой короткометражный фильм                     | • Репетиция / The Rehearsal (продюсер: Стивен Верона)                                                                     | |
| Лучший короткометражный фильм (анимация)                  | ★ Трещотка / The Crunch Bird (продюсер: Тед Петок)                                                                        | ★ Трещотка / The Crunch Bird (продюсер: Тед Петок)                                                                        |
| Лучший короткометражный фильм (анимация)                  | • Эволюция / Evolution (продюсер: Майкл Миллс)                                                                            | |
| Лучший короткометражный фильм (анимация)                  | • Великан-эгоист / The Selfish Giant (продюсеры: Питер Сэндер и Мюррэй Шостак)                                            | |

### Специальная награда
| Премия за выдающиеся заслуги в кинематографе (Почётный «Оскар») | Чарльз Спенсер Чаплин | ★ Чарльз Спенсер Чаплин — за огромное влияние, которое он оказал на процесс превращения кинематографа в искусство XX века. |

## Научно-технические награды
| Категории | Лауреаты |
| --------- | --- |
| Class I   | Не присуждалась |
| Class II  | • Джон Н. Уилкинсон (Optical Radiation Corp.) — за разработку и проектирование системы ксеноновых дуговых ламп для кинопроекции. |
| Class III | • Томас Джефферсон Хатчинсон, Джеймс Р. Рочестер, Фентон Хэмилтон — за разработку и внедрение системы ксеноновых дуговых ламп Sunbrute для кинопроекции. (for the development and introduction of the Sunbrute system of xenon arc lamps for motion picture projection.) |
| Class III | • Photo Research Division of Kollmorgen Corp. — за разработку и внедрение пленочно-линзового сбалансированного трехцветного измерителя. |
| Class III | • Роберт Д. Огюст (Cinema Products Co.) — за разработку и внедрение нового легкого двигателя с кристаллическим управлением для 35-мм кинокамеры Arriflex. |
| Class III | • Producers Service Corp., Consolidated Film Industries, Cinema Research Corp., Research Products, Inc. — за разработку и внедрение полностью автоматизированных систем печати увеличенных кинофильмов.                                                                  |
| Class III | • Cinema Products Co. — за управление зум-объективами на кинокамерах. |